# Phasenschieber (Maschine)

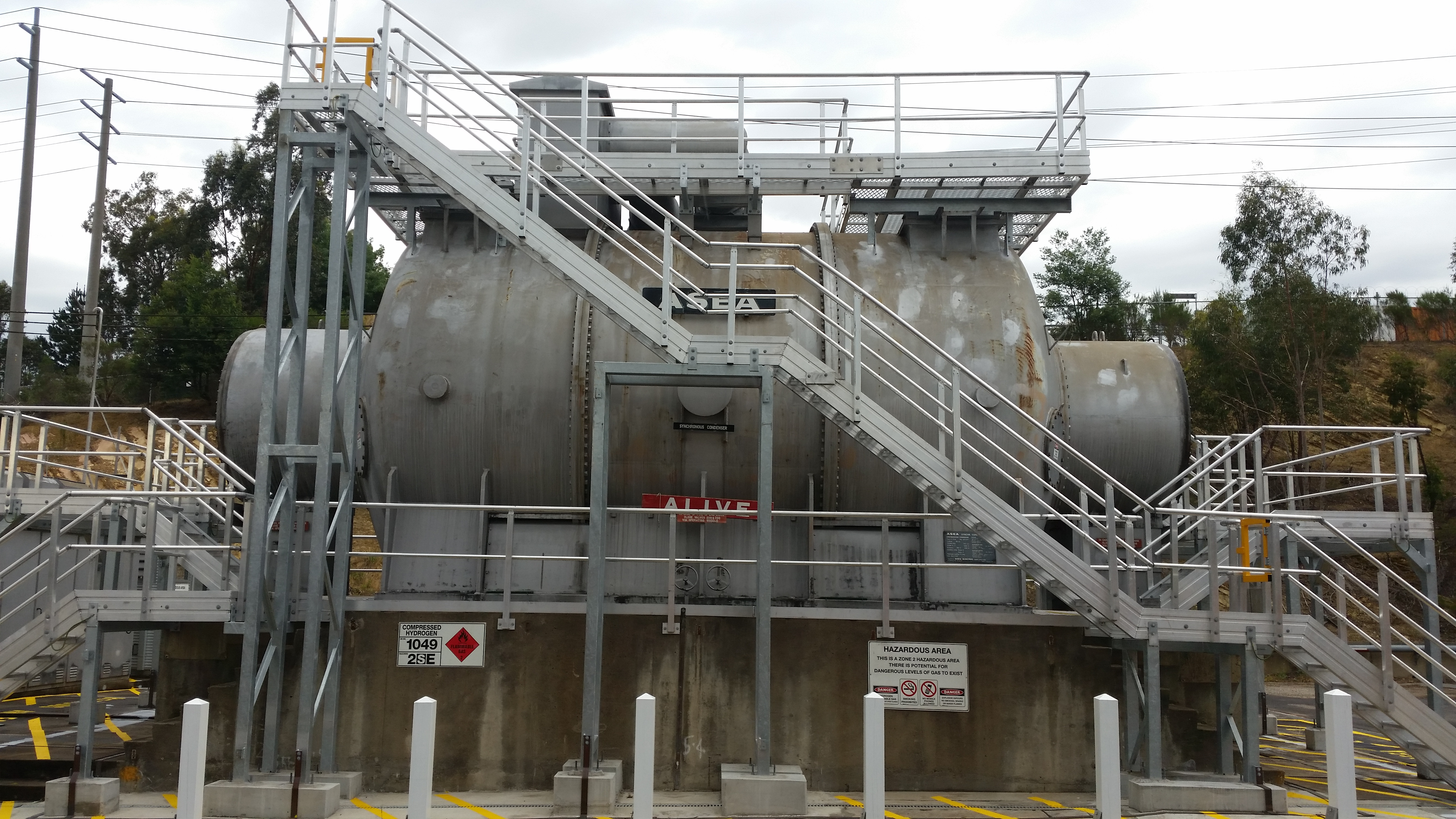
Phasenschieber mit 125 MVA in einem Umspannwerk. Das zur Kühlung mit Wasserstoff gefüllte Gehäuse hat links und rechts die Welle nicht herausgeführt

Ein Phasenschieber (englisch Synchronous Condenser) ist in der elektrischen Energietechnik eine Synchronmaschine, die jedoch weder als Motor noch als Generator betrieben wird. Sie wird praktisch allein im Leerlauf betrieben und erzeugt in einem sehr weiten Regelbereich induktive bzw. kapazitive Blindleistung. Die elektrische Wirkleistung ist bis auf geringe Verluste wie Reibung nahe Null, da keine Antriebsmaschine gekuppelt ist. Damit unterscheidet sie sich erheblich von den konventionellen Anwendungen von Synchrongeneratoren wie Turbogeneratoren, die im Allgemeinen einen Blindleistungs-Regelbereich mit einem Leistungsfaktor von induktiv 0,8 bis kapazitiv 0,9 aufweisen.
Der Phasenschieber dient in vermaschten Stromversorgungsnetzen wie Verbundnetzen zur gezielten Beeinflussung und Steuerung der Leistungsflüsse. Phasenschieber werden bevorzugt in zentralen Umspannwerken installiert, dort wo keine Synchronmaschinen wie in Kraftwerken zur Verfügung stehen, welche im Bedarfsfall als Phasenschieber arbeiten können, und wo andere Methoden zur Lastflusssteuerung wie Phasenschiebertransformatoren oder die Verfahren des Flexible-AC-Transmission-Systems (FACTS) beispielsweise aus wirtschaftlichen Gründen nicht eingesetzt werden.

## Funktion/Betrieb
Der Aufbau entspricht in etwa dem des Turbogenerators, d. h. Hilfssysteme wie z. B. die Schmierölversorgung für die Generatorlager, Belüftung und Kühlung und je nach Leistungsgröße ggf. die Wasserstoff- und Dichtölversorgung, das Erregersystem, und Maschinentrafo zur Netzanbindung mittels Leistungsschalters. Die Bemessungsspannung des Phasenschiebers richtet sich nach den Anlagengegebenheiten und liegt in der Regel zwischen 10,5 kV und 27 kV.
Wie alle Synchronmaschinen kann der Phasenschieber nicht selbsttätig anlaufen. Er wird daher mit einer Anfahreinrichtung (z. B. eine Drehstrom-Asynchronmaschine) oder bei größeren Leistungen mittels Anfahrumrichter (LCI) zum Betriebszustand „Netz-Synchronisierung“ beschleunigt. Nach dem Synchronisieren befindet sich der Phasenschieber praktisch motorisch im Leerlauf am Netz und der Anfahrvorgang ist abgeschlossen. Während des Betriebs sind nur die Leerlauf- und Blindstromverluste des Phasenschiebers wirksam sowie die Eigenbedarfsenergie für die Hilfssysteme.
Die Höhe des regelbaren Erregerstroms (Erregersysteme für Synchronmaschinen) bestimmt nun die vom Netz geforderte Blindleistung.

## Regelbarer Blindleistungs-Bereich und Anwendungen
Für den Einsatz als Phasenschieber eignen sich Synchronmaschinen größerer Bauart, Scheinleistungen über 40 MVA sind üblich.
Teilweise werden in stillgelegten Kraftwerken, wenn es technisch für das Verbundnetz nötig ist, bestehende Turbogeneratoren zu Phasenschiebern durch Demontage der Dampfturbine und Anbau einer Anfahreinrichtung umgebaut. Ein Beispiel ist das stillgelegte Kernkraftwerk Biblis – der zu einem Phasenschieber umgebaute Synchrongenerator im Block A konnte eine Blindleistung von −400 MVAr bis 900 MVAr abgeben und wurde bis Ende 2018 verwendet.

## Stabilisierung der Netzspannung
Durch den Wegfall kalorischer Kraftwerke, und damit der rotierenden Masse der Stromgeneratoren, entfällt auch viel Momentanreserve. Um die Stabilität der Verbundnetze zu verbessern, lassen sich Phasenschieber durch eine zusätzliche Schwungmasse ergänzen. Somit kann der Phasenschieber durch seine Trägheit nicht nur Blindleistung zur Verfügung stellen, sondern auch Wirkenergie von 4 GWs bei 250 MVA.

## Geltende Normen und Vorschriften
- DIN EN IEC 60034-3 (VDE 0530-3):2021-07 - Teil 3: Besondere Anforderungen an Synchrongeneratoren, angetrieben durch Dampfturbinen oder Gasturbinen, und an synchrone Phasenschieber